# Manuel Perucho
Manuel Perucho (La Roda, Albacete, 1948) es un científico español, profesor e investigador en la lucha contra el cáncer, especializado en el campo de la epigenética.

## Biografía
Se doctoró en Ciencias Biológicas en la Universidad Complutense de Madrid en 1976, bajo la dirección del Dr. José Salas Falgueras. Realizó sus investigaciones postdoctorales en el Max-Planck-Institut für Molekulare Genetik (Instituto Max Planck para genética molecular, Berlín), y en el Cold Spring Harbor Laboratory (Estados Unidos), donde se incorporó como investigador en 1981. Comenzó a trabajar en 1982 como profesor asistente en la Universidad SUNY (Stony Brook, Nueva York), y en 1987 obtuvo la plaza de profesor titular. Posteriormente se unió al California Institute for Biological Research (La Jolla), donde fue director del Programa de Investigación entre 1993 y 1995. Ese mismo año cambió al Burnham Institute for Medical Research (La Jolla), y en 2007 regresó a España como director de un nuevo centro de investigación: la fundación privada Instituto de Medicina Predictiva y Personalizada del Cáncer (Badalona).

## Publicaciones y premios
Ha publicado más de cien artículos científicos, escrito varios libros y realizado numerosas contribuciones como invitado en congresos. Actualmente es miembro de comités editoriales entre los que figuran Journal of Cancer, Journal of Oncology, Biomed Central Medicine y Cancer Science. Ha obtenido premios de instituciones de Estados Unidos, España y Japón.

## Campo de investigación
Sus contribuciones han permitido obtener el conocimiento de mecanismos moleculares básicos del cáncer. Entre ellas se encuentran el descubrimiento, aislamiento y caracterización de varios oncogenes durante los años 80 así como la identificación, en los años 90, del fenotipo “mutador”, fundamental en la tumorogénesis de varios cánceres espontáneos y hereditarios. Ha identificado, por ejemplo, los cambios moleculares que ocurren en el cáncer colorectal no poliposo hereditario (HNPCC) también conocido como Síndrome de Lynch siendo una mejora clave para los protocolos de investigación de antecedentes en familias afectadas y la mejora del tratamiento para la enfermedad.
Este último ejemplo representa un modelo de medicina predictiva y personalizada, línea que continúa en su investigación para poder aplicar estos estudios a otros tipos de cáncer y a otros campos en expansión, como la conexión entre el envejecimiento y el cáncer debido a la acumulación de alteraciones epigenéticas, y el papel etiológico de éstas en la generación de desórdenes genéticos oncongénicos.